# Chiloscyphus polyanthos
Chiloscyphus polyanthos là một loài rêu tản trong họ Lophocoleaceae. Loài này được (L.) Corda miêu tả khoa học lần đầu tiên năm 1829.

## Hình ảnh

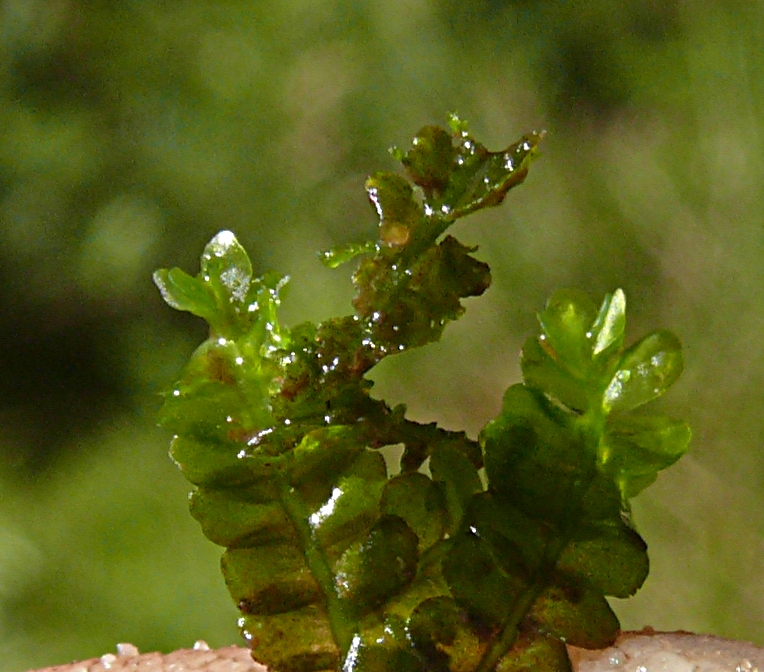
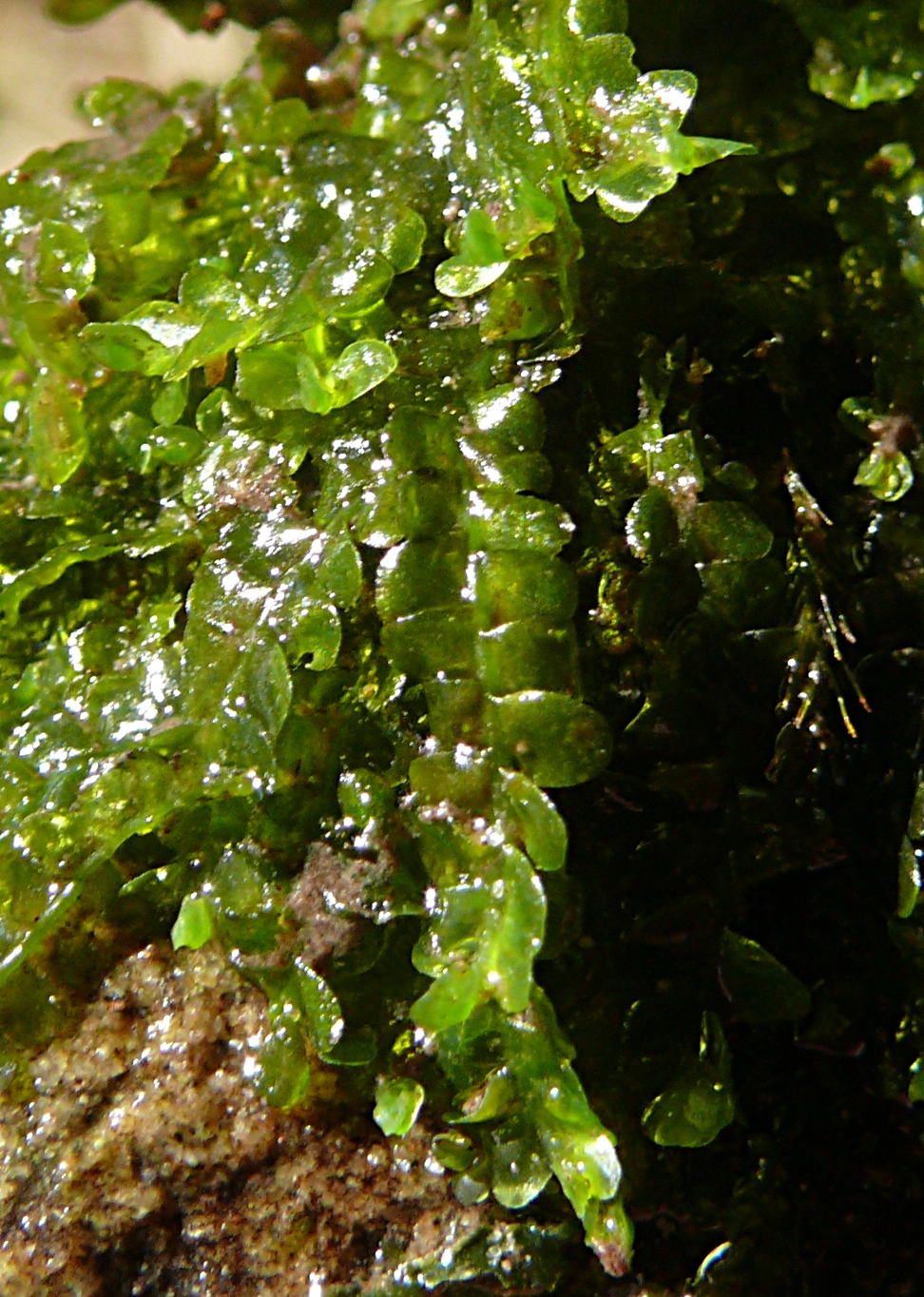